# Пудель (новела)
Пудель – новела українського письменника, представника «Розстріляного відродження», Миколи Хвильового. Вперше твір був надрукований у журналі «Червоний шлях» у 1923 році. У 1924 році – у збірці «Осінь».

## Передумови створення
Після революційних змагань 1917-1921 років та громадянської війни, почалась розбудова новоствореного СРСР. Але романтично налаштований М. Хвильовий був розчарований ходом подій. Зв’язаний з революцією,  він розумів, що вона має іншій бік, «дрібні турботи, хиби, помилки». Реакцією на це постали його сатиричні твори, зокрема «Пудель».
При цьому «в «Пуделі», можливо як ні в якому іншому творі письменника, натуральність і достовірність психологічних характеристик досягає високого рівня, а ясність і прозорість … тексту робить його одним із кращих у творчій спадщині митця», зазначив доктор філологічних наук Юрій Безхутрий. 

## Тема твору
Темою твору є сатиричне зображення окремих суспільних груп постреволюційного суспільства, дисонанс між романтичним, уявним сприйняттям дійсності та буденністю.
За словами автора,  «Сіль оповідання «Пудель» в розмові Сайгора з Тетяною. Ще точніше: в «філософствуванні Тетяни про людину. Це – відбиток чеховських настроїв дрібнобуржуазної інтелігенції відбудовчого періоду… Мораль: романтично намовленим «матеріалістам Сайгорам не рекомендується вести інтимні розмови з Тетянами».

## Проблема твору
Головною проблемою твору є деформація людської свідомості.

## Основні персонажі
- Сайгор, комісар;

- Тетяна, машиніста редвидату;

- Арйон, опереточна співачка;

- Григорій, кур’єр установи.

## Сюжет
Комісар Сайгор запрошений на музикально-вокально-танцювальний вечір - каламбур, аби за дорученням своєї установи сказати вступне слово про поточний момент. Вечір організований задля підтримки студентів та має відбутися на віллі «Зелений Гай». 
Опинившись поза межами установи, Сайгор відчуває почуття дискомфорту та тримається окремо від інших учасників запланованого вечора.
Випадково він знайомиться з машиністкою редвидату на ім’я Тетяна, яка після концерту намагається завести із Сайгором розмову. Вона розповідає історію свого життя та висловлює занепокоєння тим, що, зараз, на її думку, людина губиться у паперах та відсторонена від справжнього життя.
Але Сайгор, який у своїй установі звик бачити машиністок виключно як бездушних осіб, здивований її словами. В подальшому, перебуваючи сам на сам із Тетяною, яка натякає йому на можливу близькість, він подавляє власні думки щодо ймовірних відносин, котрі були несумісні із його усталеним сприйняттям свого особистого становища у суспільстві, та поспішає повернутись у місто.